# Bahnstrecke Wissembourg–Lauterbourg
| Ehemaliger Streckenverlauf |                      |                               |                               |
| Bahnhof Wissembourg |                      |                               |                               |
| Streckennummer (SNCF): | 152 000              |                               |                               |
| Kursbuchstrecke (SNCF): | ex 282n              |                               |                               |
| Streckenlänge: | 20,8 km              |                               |                               |
| Spurweite: | 1435 mm (Normalspur) |                               |                               |
| |                      |                               |                               |
| \| \| 0,000 \| Wissembourg \| Wissembourg \| \| \| \| nach und von Winden \| \| \| \| \| Weißenburg Süd \| \| \| \| \| nach Vendenheim \| \| \| \| 8,851 \| Schleithal \| Schleithal \| \| \| 11,549 \| Salmbach \| Salmbach \| \| \| 13,263 \| Niederlauterbach \| Niederlauterbach \| \| \| 15,868 \| Scheibenhard \| Scheibenhard \| \| \| 19,476 \| Lauterbourg Nord \| Lauterbourg Nord \| \| \| \| von Wörth \| \| \| \| 20,800 \| Lauterbourg \| Lauterbourg \| \| \| \| nach Lauterbourg-Port-du-Rhin \| \| \| \| \| nach Strasbourg \| \| \| \| \| \| \| \| Quellen: [1] \| \| \| \| |                      |                               |                               |
| Kopfbahnhof Streckenanfang | 0,000                | Wissembourg                   | Wissembourg                   |
| Abzweig geradeaus, nach links und ehemals von links |                      | nach und von Winden           | nach und von Winden           |
| ehemalige Blockstelle |                      | Weißenburg Süd                | Weißenburg Süd                |
| Abzweig ehemals geradeaus und nach rechts |                      | nach Vendenheim               | nach Vendenheim               |
| Bahnhof (Strecke außer Betrieb) | 8,851                | Schleithal                    | Schleithal                    |
| Haltepunkt / Haltestelle (Strecke außer Betrieb) | 11,549               | Salmbach                      | Salmbach                      |
| Haltepunkt / Haltestelle (Strecke außer Betrieb) | 13,263               | Niederlauterbach              | Niederlauterbach              |
| Haltepunkt / Haltestelle (Strecke außer Betrieb) | 15,868               | Scheibenhard                  | Scheibenhard                  |
| Bahnhof (Strecke außer Betrieb) | 19,476               | Lauterbourg Nord              | Lauterbourg Nord              |
| Abzweig ehemals geradeaus und von links |                      | von Wörth                     | von Wörth                     |
| Bahnhof | 20,800               | Lauterbourg                   | Lauterbourg                   |
| Abzweig geradeaus und nach links |                      | nach Lauterbourg-Port-du-Rhin | nach Lauterbourg-Port-du-Rhin |
| |                      | nach Strasbourg               |                               |
| |                      |                               |                               |
| Quellen: |                      |                               |                               |

Die Bahnstrecke Wissembourg–Lauterbourg wurde am 29. Juni 1900 durch die Reichseisenbahnen in Elsaß-Lothringen eröffnet. Der Betrieb begann am 1. Juli desselben Jahres. Sie verlief fast exakt parallel zur heutigen deutsch-französischen Grenze, damals der Grenze zwischen der Bayerischen Pfalz und dem Reichsland Elsass-Lothringen, und verband die beiden Hauptstrecken Neustadt–Winden–Wissembourg(–Strasbourg) sowie Wörth–Strasbourg.
Der Fahrplan umfasste in den ersten Jahren sechs Fahrten in jede Richtung, die als gemischter Zug (Güterzug mit Personenbeförderung, GmP) sowohl dem Personen- als auch dem Güterverkehr dienten.
Am 1. Oktober 1947 wurde der Personenverkehr eingestellt, der Abschnitt Wissembourg–Scheibenhard wurde bis 1958 weiterhin im Güterverkehr (Stärke und Erdöl) bedient. Der Abschnitt Lauterbourg Nord–Lauterbourg wurde am 12. November 1954 entwidmet, am 7. Dezember 1965 folgten Scheibenhard–Lauterbourg Nord und am 29. Oktober 1970 Wissembourg–Scheibenhard.
Seit 1992 ist die Strecke Teil des deutsch-französischen Lautertal-Radweges, der von Lauterbourg über Wissembourg nach Dahn führt.